# Добрастіс
Добрастіс (Dobrastis) — село у Литві, Расейняйський район, Калнуяйське староство, знаходиться за 4 км від села Калнуяй. 2001 року в Добрастісі проживало 48 людей.
Неподалік протікає річка Шалтуона, близько розташовані села Венгерскай та Пагоюс.

## Принагідно
- Dobrastis

| Литва | Це незавершена стаття з географії Литви. Ви можете допомогти проєкту, виправивши або дописавши її. |